# Imenkovocultuur
De Imenkovocultuur (Russisch: Именьковская культура, Imenkovskaja koeltoera) is een vroeg-middeleeuwse archeologische cultuur uit de 4e tot 7e eeuw in het Midden-Wolga-gebied (oblast Samara, Tatarstan, Mordovië, Tsjoevasjië, oblast Oeljanovsk). Meerdere onderzoekers zien de cultuur als  Proto-Slavisch.
De stammen van de Imenkovocultuur bezetten het gebied van de rechteroever van de Beneden-Kama tot de monding van de Samara, en van de middenloop van de Soera tot de middenloop van de Belaja. De cultuur dankt haar naam aan de eerste meest volledig bestudeerde nederzetting in de buurt van het dorp Imenkovo in het district Laisjevski van Tatarstan. Na de komst van de Bulgaren in de regio Midden-Wolga, in de tweede helft van de 7e eeuw, verdween de cultuur. Waarschijnlijk werd de bevolking deels geassimileerd door de nieuwkomers, terwijl anderen naar het westen trokken en deel gingen uitmaken van de Volyntsevocultuur.

## Vroege periode
Het vroege stadium van de Imenkovocultuur werd beschreven door D.A. Stasjenkov, die het dateerde in de 3e-4e tot 5e eeuw. Het verschijnen in de regio Midden-Wolga van vroege Imenkovo-sites werd door Matvejeva in verband gebracht met de migratie van dragers van de "Slavische" post-Zaroebyntsi-vroege Kievcultuur, die ook elementen van de Przeworsk- en Tsjernjachov-culturen bevatten. Als gevolg van deze migraties naar het Midden-Wolga-gebied vormden zich ten minste drie synchrone groepen van sites: vroege Imenkovo, het Sidelkino-Timjasjevo type, en het type van de Lbisjtsje gorodisjtsje. De sites van het Sidelkino-Timjasjevo-type, behorend tot het scala van de Kievcultuur-sites, speelden geen belangrijke rol bij de vorming van de klassieke Imenkovocultuur. Naast het nieuwgekomen post-Zaroebyntsi-component werden in de opkomende Imenkovocultuur ook lokale post-Gorodets, laat-Scythische en Sarmatische elementen getraceerd.

### Vroege Imenkovo-sites
De meeste van de vroege Imenkovo-sites bevinden zich in de Boog van Samara, waar ze alleen worden vertegenwoordigd door onversterkte nederzettingen. De woningen worden vertegenwoordigd door deels in de grond verdiepte bouwwerken van verschillende typen. Er zijn nog geen met zekerheid toegeschreven begraafplaatsen gevonden.
De economie kenmerkte zich door een grote rol van brandlandbouw. Er werden kleine sikkels en maalstenen gebruikt. Ploegijzers waren nog niet bekend. De veehouderij was gebaseerd op het fokken van kleine herkauwers. Jacht en visserij speelden een belangrijke rol.
De ijzerproductie van het vroege Imenkovo-stadium had nog een primitief karakter. De werkplaatsen hadden geen analogieën met latere Imenkovo-sites en lagen dicht bij de smederijen van de Zaroebyntsicultuur. De vroege keramiek van de Imenkovocultuur wordt, in vergelijking met de latere, gekenmerkt door een frequentere aanwezigheid van gepolijst aardewerk (1 tot 5%), een hoog percentage (tot 5%) kommen, de aanwezigheid van potten met een uitgesproken rand, en de prevalentie van koekenpannen zonder randen.
Recente studies hebben aangetoond dat de vroege Imenkov-horizon ook is vastgesteld op sommige sites van het Soera-gebied, waar ze niet later dan het einde van de 4e eeuw werden gedateerd. Waarschijnlijk bestonden de Maklasjejevskoje II en Staromajnskoje gorodisjtsje-sites in de bossteppe van de Trans-Wolga-regio al in de 5e eeuw.

### Lbisjtsje gorodisjtsje-type sites
Anders dan Stasjenkov rekenen sommige onderzoekers (Matvejeva, N.P. Saloegina) een paar sites zoals de Lbisjtsje gorodisjtsje (3e - begin 5e eeuw) ook tot het vroege stadium van de Imenkovcultuur. Er zijn slechts twee gorodisjtsjes (versterkte nederzettingen) van dit type bekend, evenals aangrenzende nederzettingen in het zuidelijke deel van boog van Samara op hoge kapen aan de rotsoever van de Wolga. De sites van het Lbisjtsje-type worden gekenmerkt door een traditie van het bouwen van complexe vestingwerken. De woningen waren bovengrondse blokhutten met haardkuilen. Er zijn in de buurt van de nederzettingen geen begraafplaatsen gevonden.
De bevolking van de Lbisjtsje-sites hield zich bezig met veeteelt, met name het fokken van rundvee met een relatief minder belangrijke rol van paarden. Landbouwwerktuigen worden vertegenwoordigd door de enige vondst van een sikkel. De jacht speelde geen rol in de economie, aangezien de botten van wilde dieren praktisch afwezig zijn in de osteologische materialen uit de nederzettingen. Vishaken gevonden op de site van Lbisjtsje gorodisjtsje getuigen van visserij.
Het keramiek van de Lbisjtsje-sites verschilt van de vroege Imenkovo-sites door een aanzienlijk hoger percentage komvormig vaatwerk  en gepolijst aardewerk. Ondanks enkele verschillen in de morfologie van het aardewerk, is Saloegina van mening dat de technologische gelijkenissen de nabijheid van de bevolkingen aantoont.

## Late periode
In de periode eind 5e - begin 6e eeuw tot de eerste helft - midden-7e eeuw had de Imenkovcultuur haar maximale verspreiding. Het aantal bekende sites bedraagt meer dan 500, waaronder ongeveer 100 gorodisjtsjes. In dit stadium vertoonde de materiële cultuur een groot aantal van elders afkomstige culturele elementen, zodat ze grotendeels haar "Slavische" karakter verloor. De invloed van de Rjazan-Oka-begraafplaatsencultuur, evenals de Toerbaslinsko, Koesjnarenkovo, Kara-Jakoepovo en andere culturen, is archeologisch vastgelegd.
In de 7e eeuw kwamen de Bulgaren naar het gebied van de Imenkovocultuur. Volgens Sedov verlieten als gevolg hiervan veel Imenkovieten hun nederzettingen en trokken naar het zuidwesten, waar ze een belangrijke bijdrage leverden aan de totstandkoming van de Volyntsevocultuur, die in verband gebracht wordt met de historische Severjanen.
Op basis van Arabische bronnen geloofde Kljasjtorny dat de Slaven, vertegenwoordigd door de afstammelingen van de Imenkovieten, nog in de 8e eeuw aan de Midden-Wolga woonden, en zelfs later tot ten minste de 10e eeuw. Matvejeva deelde dit standpunt met hem, en was van mening dat slechts vanwege onvoldoende archeologisch onderzoek archeologische sporen van de Imenkovcultuur uit de 8e-10e eeuw nog niet waren gevonden. Starostin beschouwde de cultuur ook als Slavisch, en was ervan overtuigd dat de geschiedenis ervan niet eindigde in de 7e eeuw.

### Economie
De Imenkovo-stammen waren de eersten in het Midden-Wolga-gebied die overgingen op akkerbouw met ijzeren ploegscharen. In een aantal nederzettingen van de Imenkovocultuur werden graanresten gevonden. De analyses hiervan toonden aan dat men tarwe, rogge, gierst, haver, gerst en erwten zaaide. De oogst werd uitgevoerd met ijzeren sikkels en zichten. Het graan werd opgeslagen in opslagkuilen. Handmaalstenen werden gebruikt om het graan te malen.
Op de sites van de Imenkovocultuur werden de overblijfselen van woningen, ovens voor het verkrijgen van ijzer, werkplaatsen voor het smelten van koper en brons, en voor het maken van aardewerk gevonden. De Imenkovocultuur had een aanzienlijke impact op de naburige Wolga-Finnen in termen van de verspreiding van landbouwtechnologieën, veeteelt en handwerk.

## Etniciteit
De etnische attributie van de Imenkovocultuur is onderwerp van discussie. De Imenkovieten werden gezien als Wolga-Fins, Turks, Oegrisch, Slavisch, Baltisch, Iraans (late Sarmaten), of Gotisch.

### Balto-Slavische hypothese
Volgens Napolskich behoorde de taal van de Imenkovocultuur tot de Balto-Slavische talen. Op basis van een aantal ontleningen in de Wolga-Finse en Permische talen zag hij in de Imenkovieten de sprekers van een geïsoleerd Balto-Slavisch dialect, dichtbij, maar niet identiek aan het Oerslavisch. De tijd van ontlening werd door hem uiterlijk in het midden van het eerste millennium van onze jaartelling gedateerd, de periode die voorafgaat aan het uiteenvallen van de Fins-Permische talen.
Vasiljev was echter van mening dat de ontleningen, die Napolskich als de sporen van de Balto-Slavische "Imenkovo-taal" ziet, mogelijk andere etymologieën hadden, en hij betreurde het ontbreken van een studie van lokale toponiemen en hydroniemen, de belangrijkste indicator van de aanwezigheid van een oude taal in een bepaald gebied.

### Slavische hypothese
Volgens veel onderzoekers hadden de dragers van de Imenkovocultuur een Slavische etniciteit.
Smirnov was van mening dat de Imenkovocultuur werd gevormd onder deelname van Slaven afkomstig van de bossteppe-linkeroever van de Dnjepr. Matvejeva stelde dat de analyse van de begrafenisritus, het keramiek- en kledingcomplex van de Imenkovocultuur aangaf dat daarin de kenmerken van de Zaroebintsycultuur werden bewaard, vooral de Polesische variant met betrekking tot de eigenaardigheden van de begrafenisritus, evenals het volledige samenvallen van de smidswerktuigen, landbouw- en houtbewerkingswerktuigen van de Imenkovo- en de Przeworskcultuur. Volgens Matvejeva zijn de kenmerken van het begrafenisritueel en sommige kenmerken van het aardewerk bewijzen voor de  verwantschap van de dragers van de Imenkovocultuur met de Slaven.
Kljasjtorny en Zjich brachten de cultuur in verband met de Saqaliba, welke naar hun mening door de Arabische geschreven traditie aan de Midden-Wolga waren gelokaliseerd. Zjich beschouwde het woord *ruʒeg, "rogge", een landbouwgewas dat zich met de Slaven over Oost- en Centraal-Europa verspreidde, als een belangrijke indicator van het Slavisch karakter van de ontleningen die Napolskich identificeerde. Ook suggereerde Zjich dat de Slavische ontleningen in de Hongaarse taal, die volgens hem verschenen vóór de vestiging van de Hongaren in Centraal-Europa, niet konden zijn veroorzaakt door korte contacten van Slaven en Hongaren in de Zuid-Russische steppen, maar door het feit dat de Imenkovocultuur in nauwe interactie stond met de Koesjnarenkovocultuur, de dragers waarvan de proto-Hongaren van Magna Hungaria waren.
Nasiboellin toonde het behoren van de Imenkovocultuurdragers tot de Proto-Slavische stammen aan op basis van leningen in de Oedmoertse taal die verband houden met landbouw en visserij.
Lifanov beschouwde de identificatie van de Imenkovieten met de vroege Slaven, zoals voorgesteld in de werken van Sedov en Kljasjtorny, als twijfelachtig, en de monografie van Zjich werd door hem als fantasierijk gekarakteriseerd. Op zijn beurt wees Zjich op Lifanov's onbekendheid met of verdraaiing van het werk van verschillende onderzoekers, in het bijzonder Matvejeva, die de Slavische identiteit van de Imenkovocultuur al in haar werk van 1988 verdedigde. Verwijzend naar Peter Golden, de Amerikaanse specialist in Turkse en Centraal-Aziatische studies wiens standpunt zijn observaties ondersteunde, concludeerde Zjich dat Lifanov niet bekend was met de middeleeuwse bronnen. Kljasjtorny, een medewerker van het Instituut voor Oosterse Manuscripten van de Russische Academie van Wetenschappen, en Gagin, kandidaat voor historische wetenschappen, prezen de monografie van Zjich in hun recensies.

### Turkse hypothese
Chalikov geloofde dat de taal van de Imenkovieten Turks was en dicht bij het Tsjoevasjisch lag. Ook Gening beschouwde de cultuur als Turks. In 1967 hield Starostin zich ook op dit standpunt, maar later, in 2001, nam hij de Slavische toeschrijving over.

### Andere hypotheses
Kazakov classificeerde de Imenkovieten als Chionieten of late Sarmaten (Iraniërs), Kalinin identificeerde hen met de Boertas, Stepanov als Hongaren.